# همه‌پرسی صدای بومیان استرالیا ۲۰۲۳
همه‌پرسی صدای بومیان استرالیا ۲۰۲۳ در ۱۴ اکتبر ۲۰۲۳ برگزار شد. از رای‌دهندگان پرسیده شد که آیا تغییری در قانون اساسی استرالیا که بومیان استرالیا را از طریق تجویز نهادی به نام صدای بومیان و جزیره نشینان تنگه تورس به رسمیت می‌شناسد را تأیید می‌کنند یا خیر.
سؤال همه‌پرسی و تغییر پیشنهادی در ۲۳  مارس ۲۰۲۳ توسط نخست‌وزیر آنتونی آلبانیز اعلام شد.

## عواقب
هنگامی که نتیجه همه‌پرسی در شب ۱۴ اکتبر مشخص شد، راشل پرکینز، رئیس مشترک کمپین Yes23، خواستار یک هفته سکوت بابت «ناراحتی از این نتیجه و تأمل در مورد معنا و اهمیت آن» شد. از ۲۰ اکتبر، بسیاری از طرفداران بومیان استرالیایی هنوز هفته سکوت را رعایت می‌کنند.
این نتیجه توسط بسیاری به عنوان یک شکست مهم برای آشتی در استرالیا تلقی شد.